# 自由と直接民主主義
自由と直接民主主義 (チェコ語: Svoboda a přímá demokracie、 SPD)は欧州懐疑主義思想に基づき、直接民主主義を掲げるチェコ共和国の政党である。2015年5月に、トミオ・オカムラによって設立された。これは、直接民主主義の夜明けの国会議員集団から数多くの議員が分かれた後であった。
この政党は欧州議会の欧州議会政治グループ自由と直接民主主義のヨーロッパにちなんで名付けられた。